# Leucania opada
Leucania opada är en fjärilsart som beskrevs av Calora 1966. Leucania opada ingår i släktet Leucania och familjen nattflyn. Inga underarter finns listade i Catalogue of Life.